# Josu Mondelo
Josu Mondelo (* 13. Oktober 1981 in Donostia-San Sebastián) ist ein ehemaliger spanischer Radrennfahrer.
Josu Mondelo wurde 2003 Etappenzweiter beim Grand Prix Abimota und belegte auch den zweiten Platz bei der Portugal-Rundfahrt für Nachwuchsfahrer. Im folgenden Jahr wurde er Gesamtzweiter bei der Vuelta a Alicante. Im Jahr darauf fuhr er für die portugiesische Mannschaft Madeinox-A.R. Canelas und ab 2006 für das spanische Continental Team Spiuk-Extremadura. Bei der Mallorca Challenge 2007 belegte er den dritten Platz in der Bergwertung.

## Teams
- 2005 Madeinox-A.R. Canelas
- 2006 Spiuk-Extremadura
- 2007 Extremadura-Spiuk